# Camarosporula
Camarosporula — монотиповий рід грибів порядку Dothideales із нез'ясованим до кінця систематичним положенням. Назва вперше опублікована 1954 року.

## Класифікація
До роду Camarosporula відносять 1 вид:
- Camarosporula persooniae (телеоморф — Anthracostroma persooniae).

## Поширення та середовище існування
Знайдений на листях Persoonia elliptica в Західній Австралії.